# Чекаевка
Чекаевка — деревня в составе  Пурдошанского сельского поселения Темниковского района Республики Мордовия.

## География
Находится на расстоянии примерно 22 километра на восток от районного центра города Темников.

## История
Упоминается с 1869 года, когда она была учтено как деревня казенная и владельческая Краснослободского уезда из 78 дворов, название по фамилии бывших владельцев-служилых татар Чекаевых.

## Население
Постоянное население составляло 14 человек (русские 100%) в 2002 году, 9 в 2010 году .